# Векленко, Андрей Викторович
Андрей Викторович Векленко (род. 5 сентября 1959) — российский дипломат.

## Биография
Окончил Московский государственный институт международных отношений (МГИМО) МИД СССР (1981) и Российскую академию государственной службы при Президенте России (2003). На дипломатической работе с 1981 года.
- В 1998—2002 годах — генеральный консул России в Сиэтле (США).
- В 2002—2007 годах — заместитель директора Департамента Северной Америки МИД России.
- В 2007—2011 годах — генеральный консул России в Торонто (Канада).
- В 2011—2015 годах — заместитель директора Департамента Северной Америки МИД России.
- С 13 января 2015 по 10 февраля 2021 года — чрезвычайный и полномочный посол России в Эквадоре[1][2]. Верительные грамоты вручил 10 апреля 2015 года и. о. президента Эквадора Х. Гласу[3].

## Дипломатический ранг
- Чрезвычайный и полномочный посланник 2 класса (7 мая 2005)[4].
- Чрезвычайный и полномочный посланник 1 класса (5 мая 2016)[5].

## Награды
- Орден Дружбы (8 июля 2022) — За большой вклад в реализацию внешнеполитического курса Российской Федерации и многолетнюю добросовестную дипломатическую службу[6].
- Медаль ордена «За заслуги перед Отечеством» II степени (18 августа 2009) — За большой вклад в реализацию внешнеполитического курса Российской Федерации и многолетнюю дипломатическую службу[7]
- Знак отличия «За безупречную службу» XXX лет (29 сентября 2014) — За большой вклад в реализацию внешнеполитического курса Российской Федерации и многолетнюю добросовестную работу[8]
- Благодарность Президента Российской Федерации (19 февраля 2005) — За заслуги в реализации внешнеполитического курса Российской Федерации[9]